# Wetterfax

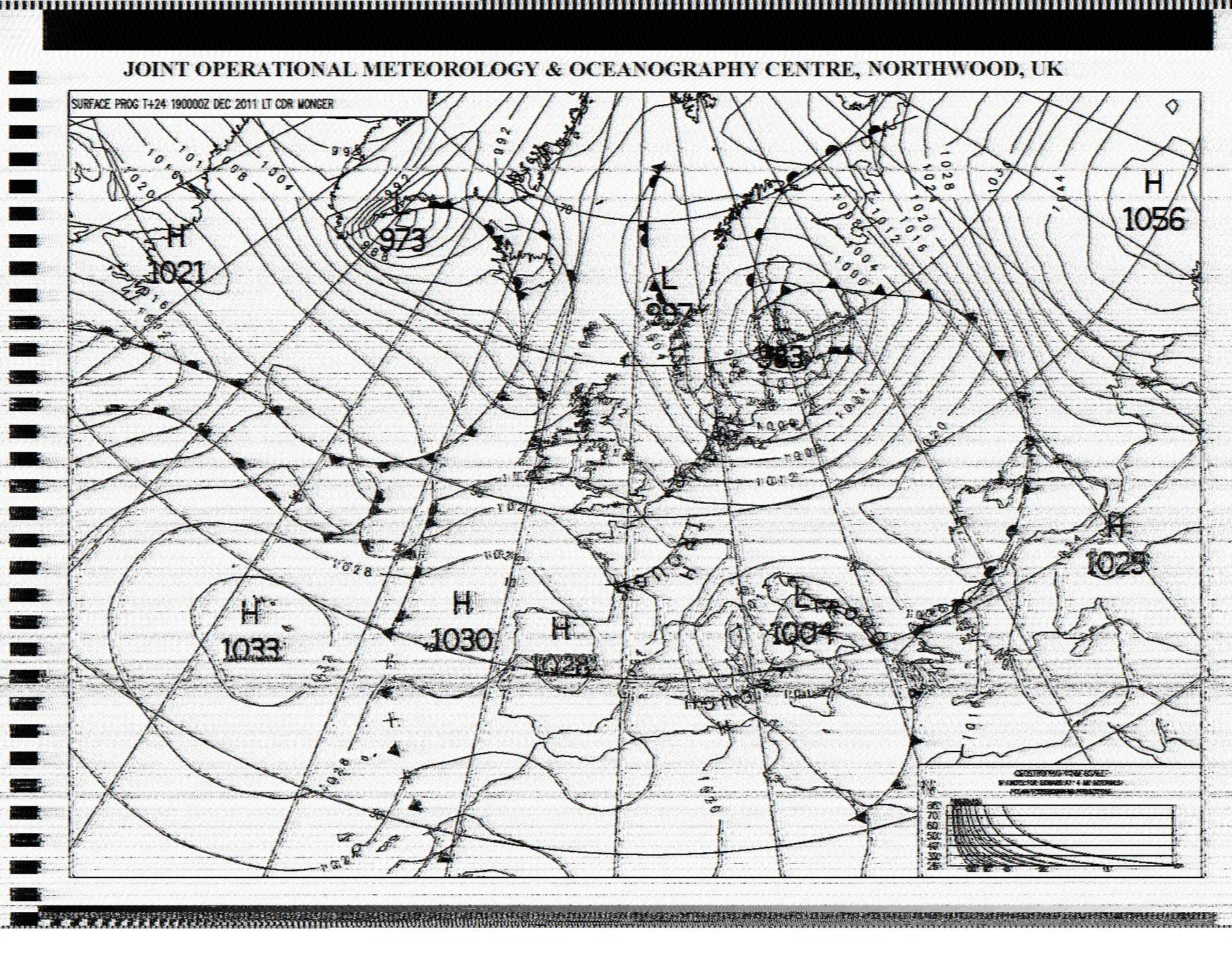
Britisches Wetterfax der Royal Navy, Northwood bei London

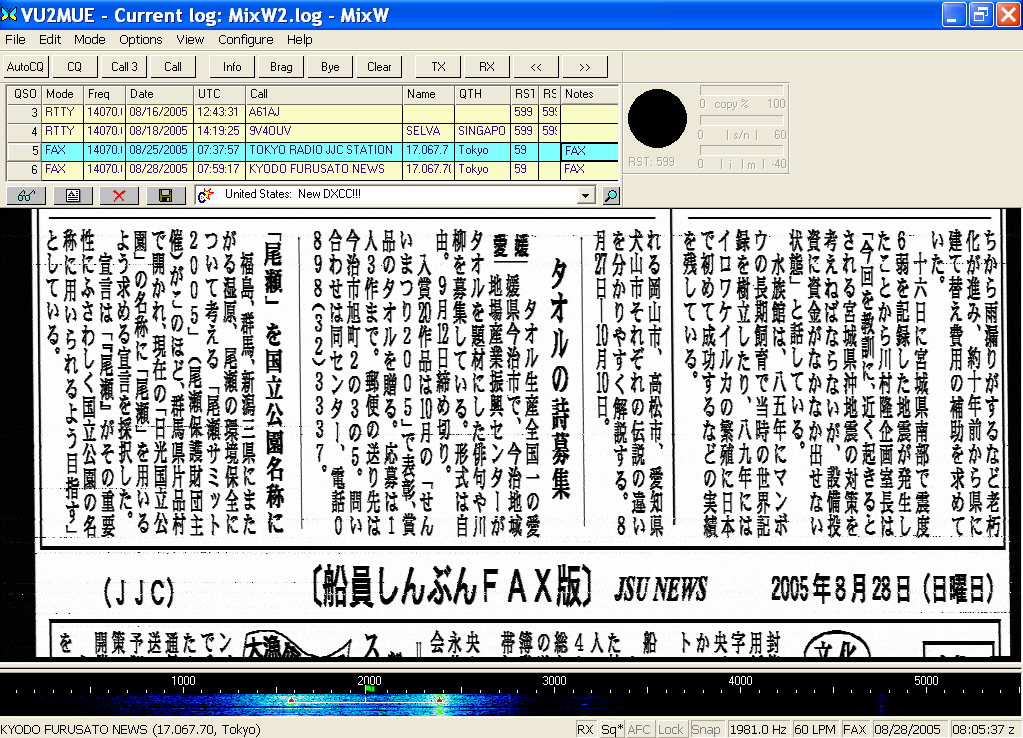
Japanisches Wetterfax der Nachrichtenagentur Kyodo News

Als Wetterfax (auch Wefax) bezeichnet man einen Funkdienst mit spezieller Modulationsart, mit der üblicherweise auf Kurzwelle entweder Grauskala-Satellitenbilder oder monochrome Wetterkarten gesendet werden.
Für die Schifffahrt werden komplette Wetterfaxempfänger mit Drucker von den Firmen Furuno und Fastnet angeboten.
Umgangssprachlich werden außerdem meteorologische Faxabrufdienste als Wetterfax bezeichnet.
Die Funkübertragung von Faxbildern ist bei Funkamateuren beliebt, weil sie schmalbandig und störresistent ist und mit relativ einfachen Mitteln (PC mit Soundkarte und geeigneter Software) gesendet, empfangen und dargestellt werden kann.